# Michael Schär
Michael Schär (nascido em 29 setembro de 1986) é um ciclista suíço. Competiu nos Jogos Olímpicos de Verão de 2012. Foi campeão nacional suíço de estrada em 2013.